# MD Helicopters MD 600
Серія MD Helicopters MD 600N — легкий багатоцільовий цивільний вертоліт розроблений у США. Це подовжена восьмимісна версія п'ятимісного вертольоту  MD 520N.

## Проектування і розробка
Перше повідомлення від McDonnell Douglas Helicopter Systems (MD Helicopters з 1999) про розробку подовженої версії MD 520N з'явилися у 1994, тоді назва була MD 630N. Прототип, модифікований MD 530F, зробив свій перший політ 22 листопада 1994. McDonnell Douglas дав дозвіл на виробництво вертольотів, які отримали назву MD 600N, у березні 1995.
McDonnell Douglas витягнув фюзеляж MD 520N шляхом додавання циліндра в кормову частину кабіни і подовживши хвостову балку з системою NOTAR. Більший фюзеляж дозволив вставити додатковий ряд місць (всередині). Іншою відмінністю від  MD 520N став новий шести лопатевий несний гвинт (MD 520N має п'ять лопатей) і більше потужний турбовальний двигун Allison (новий Rolls-Royce) Model 250.
Прототип було модифіковано до стандарту MD 600N зі стандартизацією двигунів і хвостовою балкою. Він вперше піднявся у повітря у 1995, через місяць MD 600N з'явився перший серійний прототип. Сертифікат було отримано 15 травня 1997, а поставки почалися у червні.
Після злиття у 1997 Боїнг/McDonnell Douglas, Боїнг продав лінію виробництва цивільних вертольотів MD нідерландській компанії RDM Holdings на початку 1999.

## Оператори
Бангладеш
- Meghna Group of Industries[2]

 Коста-Рика
- Збройні сили Коста-Рики[3]

 Туреччина
- Турецька національна поліція[4]

 США
- Прикордонно-митна служба США (списані)[5]

## Льотно-технічні характеристики (MD 600N)
Джерело: The International Directory of Civil Aircraft, 2003–2004
Основні характеристики
- Екіпаж: 1-2
- Пасажиромісткість: 8
- Довжина: 11,79 м
- Висота: 2,65 м
- Діаметр несучого гвинта: 8,38 м

- Площа обертання несучого гвинта: 55,2 м²
- Маса порожнього: 952 кг
- Нормальна злітна маса: 1860 кг
- Силова установка: 1 × турбовальний Allison Model 250-C47  600 кс ( 447 кВт)

Льотні характеристики
- Крейсерська швидкість: 250 км/год
- Бойовий радіус: 661 км
- Швидкопідйомність: 10,5 м/с